# Thạch Hà (thị trấn)
Thạch Hà là thị trấn huyện lỵ của huyện Thạch Hà, tỉnh Hà Tĩnh, Việt Nam.

## Địa lý
Thị trấn Thạch Hà nằm ở phía tây huyện Thạch Hà, có vị trí địa lý:
- Phía đông giáp thành phố Hà Tĩnh
- Phía tây giáp xã Việt Tiến
- Phía nam giáp xã Lưu Vĩnh Sơn và xã Thạch Đài
- Phía bắc giáp huyện Lộc Hà và các xã Thạch Long, Việt Tiến.

Thị trấn Thạch Hà có diện tích 14,93 km², dân số năm 2018 là 13.647 người, mật độ dân số đạt 507 người/km².
Thị trấn có địa hình bằng phẳng, nằm sát sông, có đường Quốc lộ 1 đi qua. Dân cư phân bố khá tập trung.

## Lịch sử

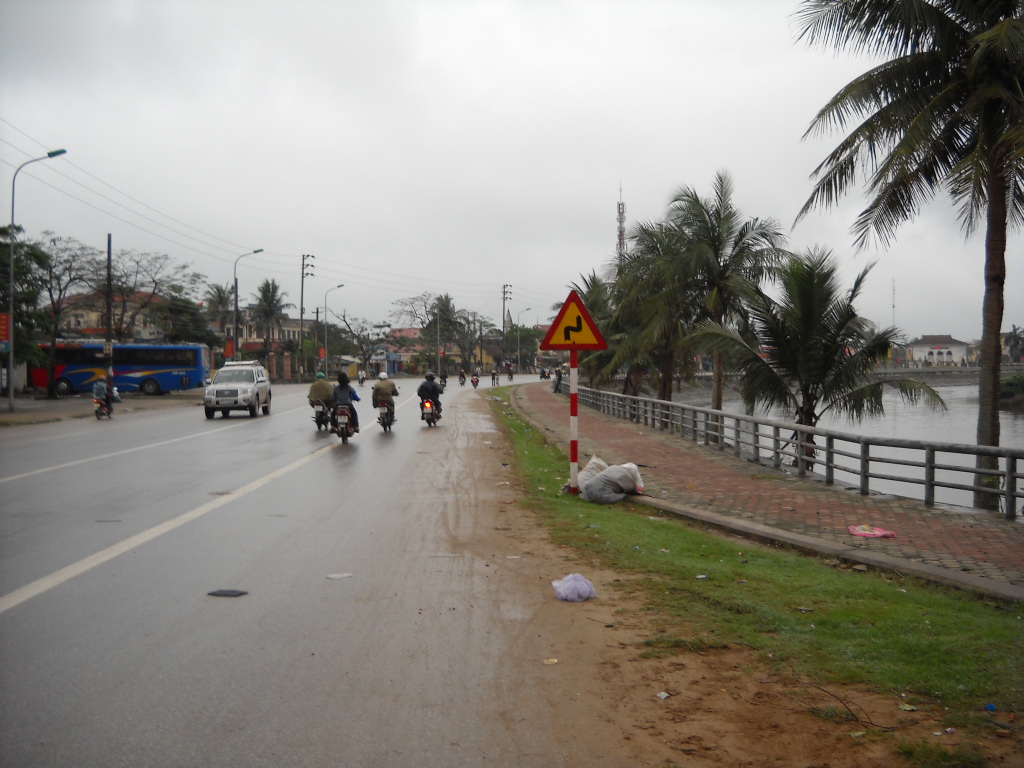
Cầu Cày, thị trấn Thạch Hà

Phần lớn địa bàn thị trấn Thạch Hà ngày nay trước đây là các xã Thạch Thượng và Thạch Thanh thuộc huyện Thạch Hà.
Ngày 23 tháng 2 năm 1977, sáp nhập xóm Hạ Lưu của xã Thạch Lưu vào xã Thạch Thượng.
Ngày 19 tháng 8 năm 1985, thành lập thị trấn Cày trên cơ sở 60,5 ha diện tích tự nhiên của xã Thạch Thượng và 23,5 ha diện tích tự nhiên của xã Thạch Trung.
Ngày 28 tháng 5 năm 2001, sáp nhập toàn bộ diện tích và dân số của xã Thạch Thượng vào thị trấn Cày để thành lập thị trấn Thạch Hà.
Sau khi sáp nhập, thị trấn Thạch Hà có 767 ha diện tích tự nhiên và 8.658 người.
Ngày 21 tháng 11 năm 2019, Ủy ban Thường vụ Quốc hội ban hành Nghị quyết số 819/NQ-UBTVQH14 về việc sắp xếp các đơn vị hành chính cấp xã thuộc tỉnh Hà Tĩnh (nghị quyết có hiệu lực từ ngày 1 tháng 1 năm 2020). Theo đó, sáp nhập toàn bộ 6,31 km² diện tích tự nhiên và 3.578 người của xã Thạch Thanh vào thị trấn Thạch Hà.
Sau khi sáp nhập, thị trấn Thạch Hà có diện tích 14,93 km², dân số là 13.647 người.